# Френк Оушен
Френк Оушен (англ. Frank Ocean, справжнє ім'я — Крістофер Едвін Бро; нар. 28 жовтня 1987, Лонг-Біч, штат Каліфорнія, США) — американський співак, автор пісень, репер та фотограф, що розпочинав свою діяльність як гострайтер (писав пісні для Бейонсе та Джастіна Бібера), а у 2010 році приєднався до реп-колективу Odd Future. У 2011 році музикант записав дебютний мікстейп Nostalgia, Ultra, який отримав позитивні відгуки критиків, а його сингл «Novacane» потрапив до чарту Billboard.
Дебютний альбом Френка під назвою Channel Orange вийшов у липні 2012 року і приніс співакові світову славу та визнання. У 2016 році Оушеном було видано екзлюзивний для Apple Music візуальний альбом Endless та другий студійний альбом Blonde, що очолив чарти США та Великої Британії. У 2020 році Channel Orange та Blonde були внесені до списку 500 найкращих альбомів усіх часів за версією журналу «Rolling Stone» (148 та 79 сходинки, відповідно).
У піснях Френка Оушена переважають теми кохання, туги, страху та ностальгії. Співак надихається музикою таких відомих артистів, як Прінс, Стіві Вандер, Марвін Гей та Еріка Баду.

## Особисте життя
Оушен написав відкритого листа, спочатку призначеного для обкладинки альбому «Channel Orange», в якому превентивно розглянув спекуляції щодо його потягу до іншого чоловіка у минулому. Натомість, 4 липня 2012 року він опублікував відкритого листа у своєму блозі на Tumblr, розповівши про нерозділені почуття, які він відчував до іншого юнака, коли йому було 19 років, назвавши його своїм першим справжнім коханням. Він використав блог, щоб подякувати тому чоловікові за його вплив, а також подякував своїй матері та іншим друзям, сказавши: «Я не знаю, що буде далі, і це нормально. У мене більше немає жодних секретів, які мені потрібно зберігати… Я почуваюся вільною людиною». Численні знаменитості публічно висловили свою підтримку Оушену після його оголошення, включаючи Бейонсе та Jay-Z.
Члени хіп-хоп індустрії загалом позитивно відреагували на оголошення.

## Дискографія
- Nostalgia, Ultra (16 лютого 2011)
- Channel Orange (10 липня 2012)
- Endless (19 серпня 2016)
- Blonde (20 серпня 2016)

## Нагороди
- 2011 — новачок року за версією GQ
- 2012 — чоловік року за версією журналу Vibe
- 2012 — чоловік року за версією mtvU
- 2012 — нагорода Soul Train Music Awards за найкращий альбом року (Channel Orange)
- 2012 — найкращий Urban відеокліп року («Novacane») за версією UK Music Video Awards
- 2013 — нагорода Греммі за найкращий альбом у жанрі Urban contemporary (Channel Orange)
- 2013 — нагорода Греммі за найкращий реп-дует («No Church in the Wild» спільно з Каньє Вестом та Jay-Z)
- 2013 — альбом року за версією GLAAD Media Awards (Channel Orange)
- 2013 — найкращий іноземний виконавець Brit Awards
- 2013 — людина року Webby Awards
- 2016 — артист року за версією журналу Attitude
- 2017 — найкращий іноземний артист за версією NME